# Marie de Savoie (1411-1469)
Pour les articles homonymes, voir Marie de Savoie.
Marie de Savoie, née en janvier 1411 au château de Thonon et morte à Verceil le 14 décembre 1469, est une princesse de la maison de Savoie, fille du duc Amédée VIII. Elle est duchesse de Milan par son mariage avec Philippe Marie Visconti, troisième duc de Milan.

## Biographie
Marie est la fille aînée du comte devenu duc de Savoie, Amédée VIII et de Marie de Bourgogne,. Elle naît au château de Thonon en janvier 1411,.
En juillet 1425, le père de Marie rejoint la république vénitienne dans les guerres de Lombardie contre le duché de Milan afin d'empêcher la conquête de ses territoires voisins. Le 4 octobre 1427 à Maclodio, l'armée milanaise est vaincue par les Vénitiens. Philippe Marie Visconti, duc de Milan, négocie donc un accord de paix avec Amédée VIII en s'engageant à épouser Marie, qui reçoit cent mille florins d'or  et Verceil comme dot .
Elle épouse ainsi par procuration à Turin le 2 décembre 1427 Philippe Marie Visconti, duc de Milan,,,. La cérémonie est accompagnée d'un somptueux festin au château du Bourget organisé par son père. La grand-tante de Marie, Blanche de Savoie, est l'arrière-grand-mère de Philippe Marie, ce qui fait du couple des cousins au second degré.
Début 1428, sa mère décède. Cela pourrait expliquer pourquoi le départ de Marie de Savoie pour Milan est retardé de plusieurs mois. Le 6 septembre 1428 , elle quitte finalement Thonon accompagnée par son frère  et par un entourage composé de plusieurs dames d'honneur dont sa parente Guigonne de Luyrieu, petite-fille d'Humbert de Savoie . La seconde cérémonie de mariage a lieu à Verceil en présence des deux époux le 29 septembre . Le couple fait son entrée à Milan le 8 octobre .
Cependant, Philippe Marie entretient déjà depuis longtemps une relation dévouée avec sa maîtresse, Agnès du Maine, qui a donné naissance à leur fille, Blanche Marie, en 1425. Elle n'est cependant pas considérée comme de rang suffisamment élevé pour devenir duchesse de Milan et Philippe Marie a donc subi des pressions de la part de ses conseillers pour qu'il fasse un mariage plus convenable et conçoive un héritier. Après leur mariage, Philippe Marie laisse sa nouvelle épouse presque seule ; mais en même temps, craignant que la jeune femme ne soit infidèle, il la fait isoler et ordonne qu'elle ne soit entourée que par des femmes . Profondément superstitieux, il paye des sommes énormes à des astrologues et à des magiciens pour avoir un fils et héritier , mais le couple n'a pas d'enfants,.
Marie est réputée pour sa vertu et est très populaire à Milan . Elle exprime sa piété en commandant le Bréviaire de Marie de Savoie .
Après la mort de Philippe Marie en 1447, Marie tente de faire de son frère Louis le prochain duc de Milan en se basant sur une proposition faite en 1434 selon laquelle si l'un des deux hommes mourait sans héritier, l'autre hériterait de ses terres . Son plan est toutefois déjoué par le mari de sa belle-fille, Francesco Sforza, qui devient le nouveau dirigeant du duché. Marie se retire ensuite au château Visconteo de Verceil pour y vivre une vie religieuse , et en 1458, elle entre au couvent des Clarisses de Turin,.
Elle meurt à Verceil le 14 décembre 1469 ou le 22 février 1479. Son corps est inhumé dans l'ancienne église des Franciscains de la ville de Pignerol.